# 기저부하

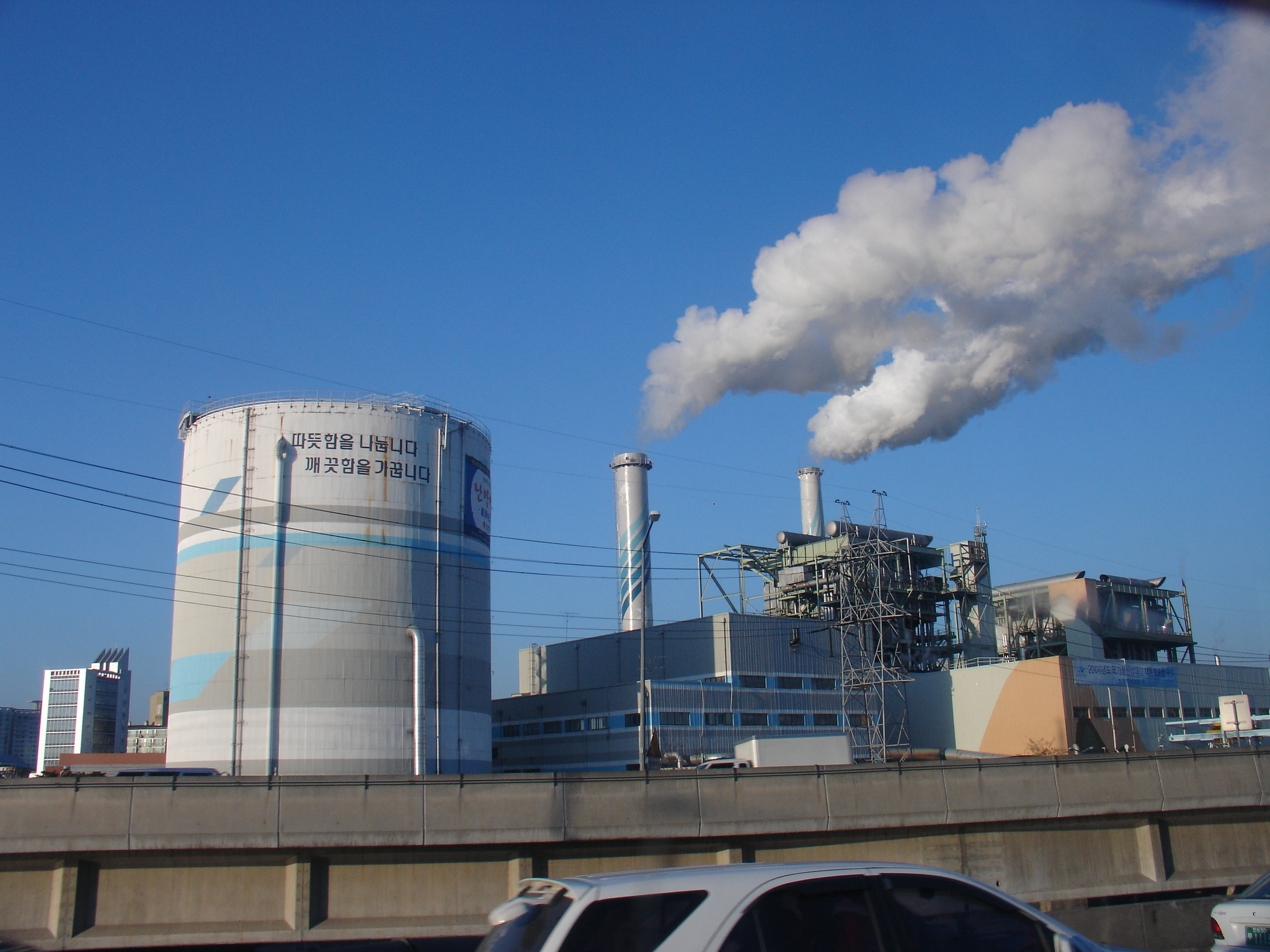
대한민국의 대표적인 화력 발전소인 서울화력발전소의 모습

기저부하(Base load)는 특정 기간 동안 전력망에 걸리는 최소한의 부하 수요를 의미한다. 기저부하의 수요는 전력시장에서 비용, 가용성, 신뢰성을 조합하여 가장 적합한 접근 방식이 무엇이냐에 따라 달라지긴 하지만 보통 공급 변동이 없는 발전소, 급전 가능 발전소, 소규모 가변 분산형 에너지원의 조합 등으로 충족시킬 수 있다. 하루 종일 변동하는 나머지 수요는 첨두부하라고 부르며 부하추종발전소, 첨두부하발전소, 에너지 저장장치같이 신속하게 공급을 증감할 수 있는 급전 가능 발전소로 대응할 수 있다.
대형 석탄 발전소나 원자력 발전소와 같이 전력 출력을 빠르게 변경할 수 없는 발전소를 일반적으로 기저부하발전소라고 부른다. 역사적으로 기저부하수요의 대부분 혹은 전부는 기저부하발전소를 통해 충족할 수 있었지만 재생 가능 에너지를 중심으로 한 신규 발전소가 발전하면서 유연 대응 발전소를 기저부하수요를 충족하는 데 사용한다.

## 설명
전력망 운영자는 수요 고객에게 전력을 안정적으로 공급하고 전력의 공급과 수요 균형을 맞추기 위해 전력 공급도 수요에 맞는 적절한 조절이 필요하다. 이는 전력 품질 문제와도 이어진다.
역사적으로 대규모 전력망에서는 기저부하를 충족하기 위해 공급이 변하지 않는 일정한 발전소를 사용했지만, 수요 만족을 위한 특별한 기술적 사항은 없다. 그래서 기저부하를 굳이 기저부하발전소로만 충족하는 것이 아니라, 적절한 양의 분산형 발전소나 급전 가능 발전소를 통해서도 충족할 수 있다.
공급이 거의 바뀌지 않는 기저부하발전소로는 석탄 발전소, 원자력 발전소, 기동과 폐쇄에 며칠이 넘게 걸리는 복합화력발전소, 수력 발전소, 지열 발전소, 바이오가스, 바이오매스, 태양열 발전, 해양 온도차 발전 등이 있다.
급전 가능 발전소 중 기저부하 충족에도 적절한 발전소로는 일부 가스 발전소와 풍력 발전(블레이드 피치형), 수력 발전소가 있다. 전력망 운영자는 수요에 비해 공급이 지나치게 많을 경우 전력망에서 발전소를 차단하는 방법으로 전력 공급을 조절할 수 있다.

## 경제

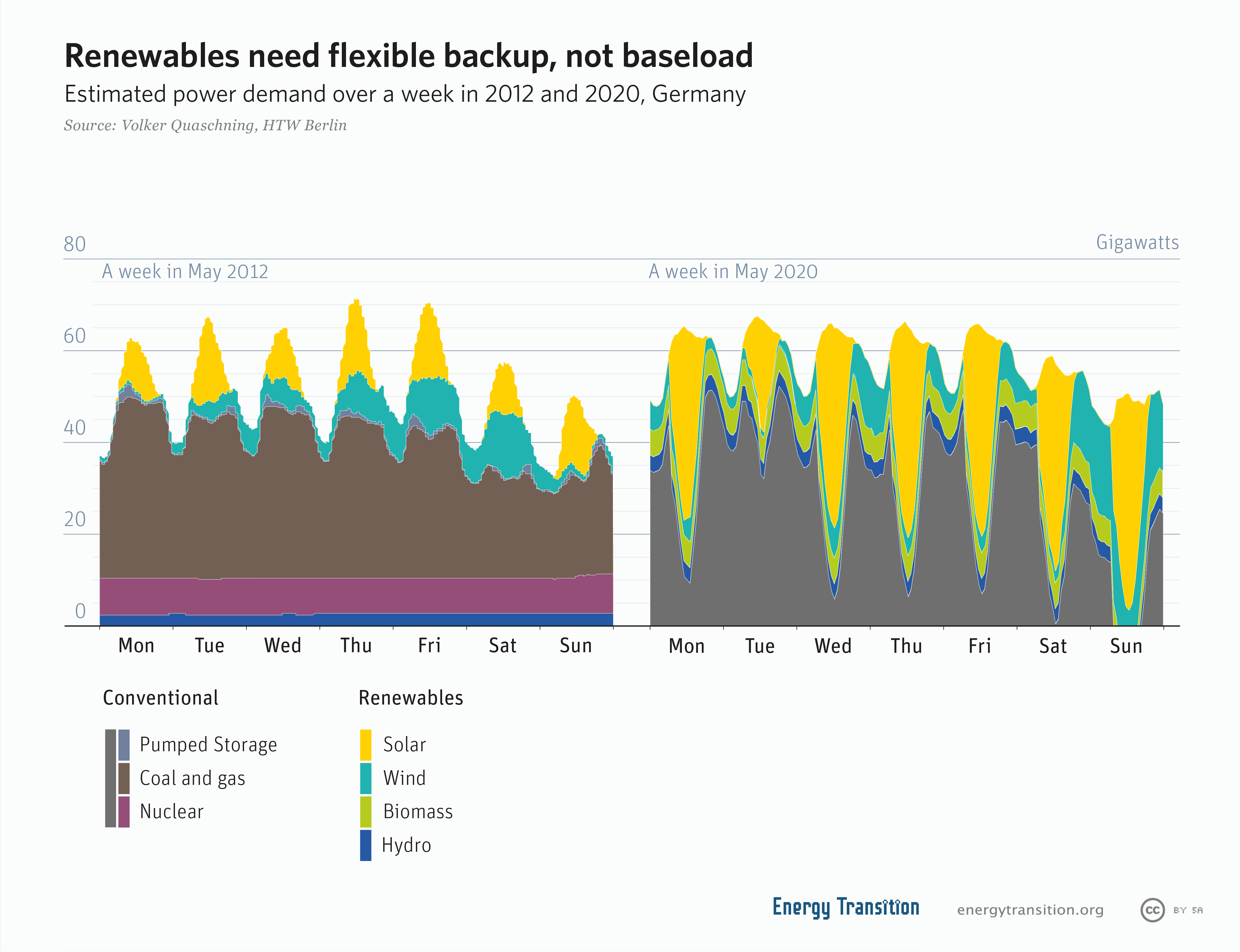
재생 에너지 발전의 보급률이 높은 전력망에서는 일반적으로 기저부하발전소보다 유연한 대응이 가능한 첨두부하발전소가 더 많이 필요하다.

발전과 송배전의 경영이 구분된 전력망일 경우 전력망 운영자는 가장 저렴한 발전원을 찾기 위해 장단기 입찰을 거치는데, 이 때 경제적으로 말고도 전력공학과 전력망 유지 측면에서의 고려도 필요하다.
원자력과 석탄 발전소는 고정비용이 높고 설비이용률도 높지만, 한계비용이 매우 낮다는 장점이 있다. 반면 천연가스 발전소와 같은 첨두부하발전소는 고정비용이 낮고 설비이용률이 낮지만 한계비용이 높다.
석탄이나 원자력 발전소는 향시 일정한 전력 공급을 유지하는 것이 더 경제적이며 공급량을 변경하기도 매우 어렵기 때문에 전력 소비 수요에 맞게 공급량을 변경하지도 않으며, 변경이 불가능하게 발전소가 설계된 경우도 있다. 하지만 프랑스의 극히 일부의 원자력 발전소와 같은 경우 물리적으로 부하 추종 발전소로 사용하는 경우도 있으며 수요에 맞게 약간씩 공급량을 변경하는 경우도 있다.
보통 연료로 가스를 사용하는 복합화력발전소의 경우 기저부하의 전력을 공급할 수 있을 뿐 아니라 빠른 부하 변동에 맞게 비용효율적으로 전력 공급량을 조절할 수도 있다.
미국의 전력망 운영자인 내셔널 그리드 plc.의 CEO인 스티브 홀리데이 등은 기저부하라는 용어는 이제 "구식"이라며 의미가 없어진다고 말했다.

## 같이 보기
- 설비이용률
- 에너지 수요관리
- 그리드 에너지 저장
- 부하 균형 (전력)
- 스마트 그리드
- 첨두부하
- 전력 최대 수요